# Theobald Böhm
Theobald Böhm (født 9. april 1794, død 25. november 1881) var en komponist, opfinder og fløjtenist fra München i Bayern som udviklede tværfløjten til den udgave, der benyttes i dag. Dette gjaldt blandt andet et ændret fingersystem.
Böhm lærte guldsmedefaget af sin far. Efter at have fået sin første tværfløjte lærte han hurtigt instrumentet at kende, og allerede som 18-årig blev han ansat i det Kongelige Bayerske Orkester. Da han var 21 var han førstefløjtenist. Mens han udøvede instrumentet, eksperimenterede han også med at lave fløjter af mange forskellige materialer; blandt andet tropiske træsorter, sølv, guld, nikkel og kobber. Han udførte også eksperimenter med at flytte plaseringen af tonehullerne. Efter at have studeret akustik ved universitetet i München begyndte han i 1832 arbejdet med at forbedre tværfløjten. I 1847 tog han patent på et revolutionerende nyt grebssystem, som danner udgangspunktet for udformningen af enhver moderne tværfløjte og har påvirket grebssystemet til flere andre instrumenter. Instrumentet blev for første gang vist frem under Londonudstillingen 1851. I 1871 udgav Böhm "Die Flöte und das Flötenspiel" (Fløjten og fløjtespillet), en bog som omhandler de akustiske, tekniske og artistiske aspekter ved Böhmfløjten.

## Værker
- Die Flöte und das Flötenspiel in akustischer, technischer und artistischer Beziehung. Zimmermann, Frankfurt a.M. 1980 (pptryk af udgaven Leipzig 1870)
- Über den Flötenbau und die neuesten Verbesserungen desselben. Schott, Mainz 1847
- Schema zur Bestimmung der Löcherstellung auf Blasinstrumenten. red. og indledning af Karl Ventzke. Efterord af Otto Steinkopf (= Edition Moeck 4020). Moeck, Celle 1980, ISBN 3-87549-011-8.